# Järvenpää
Järvenpää (Zweeds: Träskända) is een gemeente en stad in de Finse provincie Zuid-Finland en in de Finse regio Uusimaa. De gemeente heeft een landoppervlakte van 37,54 km² en telt 45.630 inwoners (2022). Daarmee is het de 22ste gemeente in Finland qua bevolkingsaantal. 

## Geschiedenis
Tot 1951 was Järvenpää als apart dorp onderdeel van de regiogemeente Tuusula. Daarna werd het een aparte gemeente, die in 1967 stadsrechten kreeg. 
Järvenpää had in 1929 zo’n 2.000 inwoners. Na de Winteroorlog kwamen er veel ontheemden in Järvenpää en omgeving terecht. De bevolking was in 1949 tot 4.000 gestegen en in 1967 had Järvenpää 14.606 inwoners. 
In het begin van de 20e eeuw vormde zich in Järvenpää een kunstenaarsgemeenschap, mede vanwege de goede bereikbaarheid van hoofdstad Helsinki door de ligging (sinds 1862) aan de spoorlijn Helsinki-Hämeenlinna. Onder anderen componist Jean Sibelius, schrijver Juhani Aho and schilder Eero Järnefelt maakten hier deel van uit.

## Bezienswaardigheden
- Ainola, het huis van componist Jean Sibelius en zijn vrouw.

## Trivia
De compositie Il paesaggio van Joonas Kokkonen uit 1987 is geschreven op verzoek van de gemeente Järvenpää, ter gelegenheid van de opening van een concertzaal. 

## Geboren
- Niina Kelo (1980), Fins atlete
- Hannu Patronen (1984), Fins voetballer